# Sperata
Sperata — рід риб з родини Bagridae ряду сомоподібних. Має 4 види.

## Опис
Загальна довжина представників цього роду коливається від 1,5 до 1,8 м. Голова витягнута, трохи сплощена зверху. Очі помірного розміру. Вуси навколо рота короткі. Тулуб стрункий. Спинний плавець широкий, з короткою основою. Жировий плавець крихітний. Грудні плавці середнього розміру з гострими шипами. Черево велике, гладке. Анальний плавець невеличкий. Хвостовий плавець сильно розрізано.
Забарвлення коричневе, оливкове, сіре зі світлими відтінками.

## Спосіб життя
Зустрічається тільки у великих річках і озерах. Ведуть нічний спосіб життя. Днем відсиджуються під корчами. Соми даного роду риби не агресивні, але хижі. Є м'ясоїдними: живляться рибою, рідше хробаками.
Розмноження відбувається на початку мусонів.

## Розповсюдження
Мешкають у водоймах Афганістану, Пакистану, Індії, Бангладеш, Непалу, М'янми та Таїланду. Вид Sperata aor було акліматизовано в Китаї і Таїланді.

## Види
- Sperata acicularis
- Sperata aor
- Sperata aorella
- Sperata seenghala

## Тримання в акваріумі
Потрібно просторий акваріум від 350 літрів. На дно насипають суміш дрібного і середнього піску сірого або жовтого кольору. З природних декорацій підійдуть великі камені неправильної форми і корчі. Рослини не обов'язкові. Тримати можна лише з пропорційними сусідами або не менше 2/3 довжини тіла самих сомів (наприклад, змієголовами). Також можна утримувати сперат по декілька штук, особливо молодих. Годують шматочками риби, креветками, мідією. Обмежують зростання за обсягом акваріума, але до 30-50 см можуть вирости. З технічних засобів знадобиться внутрішній фільтр середньої потужності для створення помірної течії, компресор. Температура тримання повинна становити 18-25 °C.